# Hohnstorf (Elbe)
Hohnstorf (Elbe) – miejscowość i gmina położona w niemieckim kraju związkowym Dolna Saksonia, w powiecie Lüneburg. Należy do (niem. Samtgemeinde) gminy zbiorowej Scharnebeck.

## Położenie geograficzne
Hohnstorf leży aż 15 km na północ od siedziby powiatu Lüneburga, ale tylko 1,5 km od Lauenburg/Elbe leżącego po drugiej, prawej stronie Łaby.
Od wschodu sąsiaduje z gminą Hittbergen, od południa z gminą Echem, od zachodu poprzez Kanał Boczny Łaby (niem. Elbe-Seitenkanal) z gminą Artlenburg. Od północy graniczy przez Łabę z krajem związkowym Szlezwik-Holsztyn z wymienionym już Lauenburg/Elbe w powiecie Herzogtum Lauenburg.
Teren gminy ogranicza na północy Łaba, od zachodu zbudowany w 1976 Kanał Boczny Łaby i od południa rzeka Marschwetter, prawy dopływ Neetze. Teren gminy jest pocięty kanałami melioracyjnymi.
Hohnstorf (Elbe) leży na styku trzech krajów związkowych: Dolnej Saksonii, Szlezwiku-Holsztyna i Meklemburgii-Pomorza Przedniego, stąd jego ważne położenie geograficzne i komunikacyjne; drogowe i kolejowe.
W skład gminy Hohnstorf (Elbe) wchodzi dzielnica Sassendorf.

## Komunikacja
Hohnstorf (Elbe) leży na szlaku drogi krajowej B209 w miejscu, gdzie jest ważny most na Łabie, łączący Dolną Saksonię i Szlezwik-Holsztyn, a wcześniej była tu tylko przeprawa promowa. Do autostrady A39 (dawna A250) w Lüneburgu jest ok. 14 km, a do autostrady A25 poprzez Lauenburg/Elbe i Geesthacht drogą krajową B5 jest ok. 15 km. Najbliższa stacja kolejowa  położona jest wprawdzie w miejscowości Lauenburg (linia Lüneburg – Lubeka), lecz jest w rzeczywistości oddalona zaledwie o niecały kilometr od Hohnstorfu, stanowiąc zarazem doskonałą okazję do pieszego spaceru mostem Elbbrücke Lauenburg, z pięknym widokiem na okolice rzeki Łaby. 

## Współpraca
- Łeba, Polska od 1999